# Oleria athalina
Oleria athalina är en fjärilsart som beskrevs av Otto Staudinger 1884. Oleria athalina ingår i släktet Oleria och familjen praktfjärilar. Inga underarter finns listade i Catalogue of Life.

## Bildgalleri

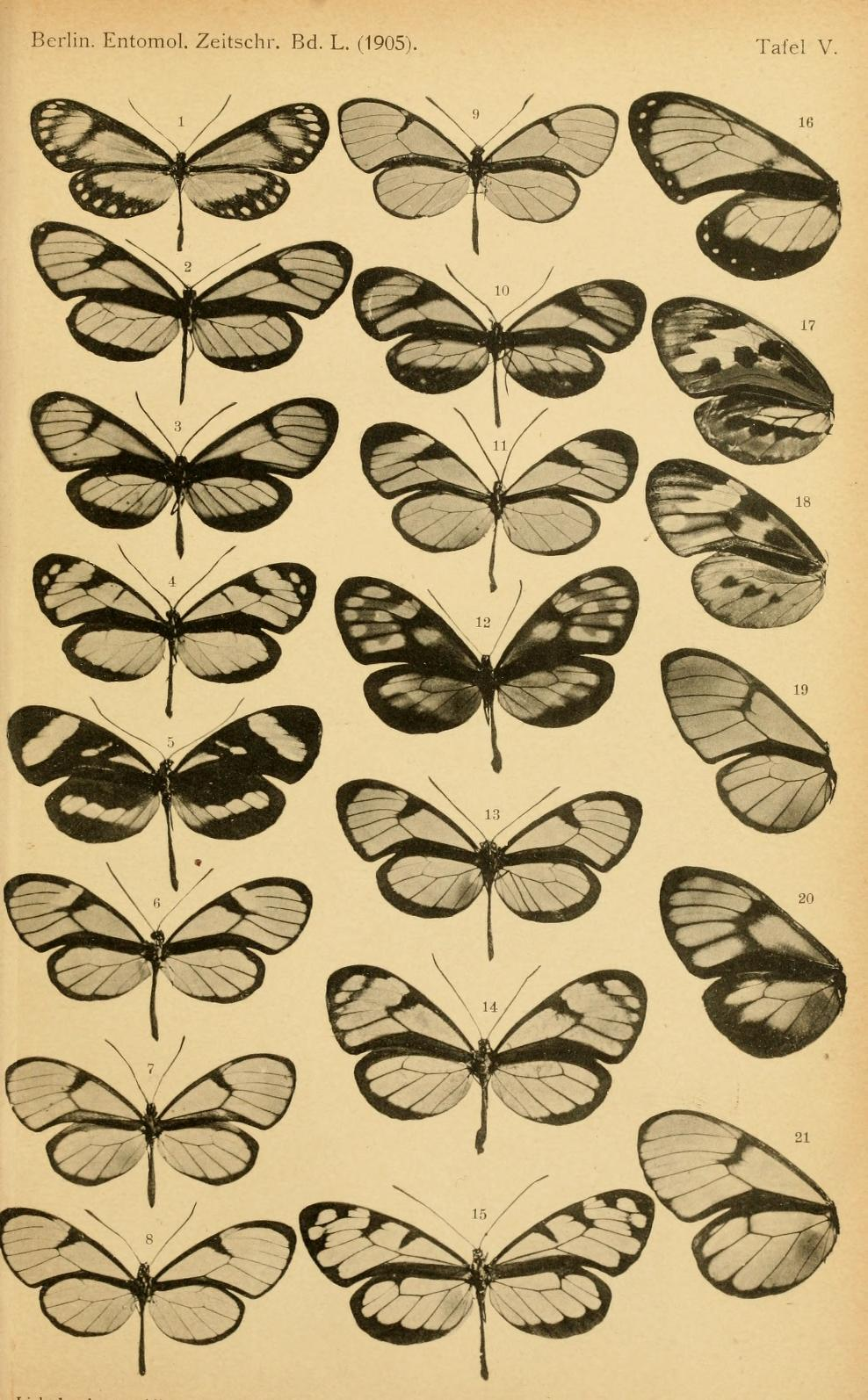